# 裘琏
裘琏（1644年—1730年），字殷玉，號蔗村，又號废莪子，學者稱横山先生，浙江慈溪人，清朝劇作家、方志学者，同進士出身。

## 生平
裘琏於科場失意多年。康熙二十六年（1687年）曾参与编纂《大清一统志》，主纂《三楚志》。康熙五十四年（1715年）中乙未科同进士，已年逾古稀。授翰林院庶吉士，不久乞歸。年轻时曾创作《拟张良招四皓书》，有“欲定太子，莫若翼太子；欲翼太子，莫若贤太子”、“先生一出而太子可安，天下可定”等对白，为当时广为传诵。雍正七年（1729年）有人告发《拟张良招四皓书》是裘琏替废太子允礽出谋划策所作，当时八十五岁高龄的裘琏因此被捕，次年六月死于北京狱中。

## 著作
著有《复古堂集》、《天尺楼古文》、《述先录》、《横山文集》、《横山诗集》等多种。
参与编撰清朝康熙《定海县志》，《南海普陀山志》。
杂剧《昆明池》、《集翠裘》、《鉴湖隐》、《旗亭馆》合称“四韵事”。
另留有《普陀十二景》等诗文。